# Selepa inversa
Selepa inversa är en fjärilsart som beskrevs av Embrik Strand 1917. Selepa inversa ingår i släktet Selepa och familjen trågspinnare. Inga underarter finns listade i Catalogue of Life.